# Si Donald n'existait pas ?
Si Donald n'existait pas ? est le titre d'une histoire en bande dessinée de Keno Don Rosa. Elle met en scène Donald Duck et l'ensemble des personnages habituels de Donaldville.
L'histoire célèbre les soixante ans de la première apparition de Donald Duck, le 9 juin 1934 dans le dessin animé Une petite poule avisée.

## Synopsis
Donald déprime en croyant que tout le monde a oublié son anniversaire, alors que ses neveux lui préparent une fête-surprise le soir même.
Il part dans cet état d'esprit pour le musée de Donaldville où il espère trouver un travail. En lisant le formulaire, le conservateur découvre que Donald a 60 ans, lui accorde immédiatement sa retraite et lui offre une montre... qui se casse tout de suite après.
Sur le chemin de la sortie, Donald est appelé par un génie caché dans une poterie ancienne. Ce génie exauce le vœu d'une personne si c'est son anniversaire. Donald ne croit pas à sa chance, clame qu'il préfèrerait n'être jamais né. Le génie exauce ce souhait.
Donald découvre alors comment Donaldville et ses habitants auraient évolué sans lui : Picsou ruiné, Gus Glouton devenu chômeur et maigre, Géo Trouvetou qui a perdu son génie inventif, Riri, Fifi et Loulou devenus obèses et accros à la télévision depuis qu'ils vivent chez Gontran Bonheur, les Rapetou policiers de la ville, etc. Pire encore pour Donald, Daisy est devenue une auteure à succès d'une vulgarité incroyable.
Se rendant compte de son erreur, il court au musée et demande que tout revienne comme avant.

## Fiche technique
- Histoire n°D 93574.
- Éditeur : Egmont
- Titre de la première publication : Kein Tag wie jeder andere (allemand).
- Titre en anglais : The Duck That Never Was (Le Canard qui ne fut jamais).
- Titre en français : Naître ou ne pas naître puis Si Donald n'existait pas ?.
- 16 planches.
- Auteur et dessinateur : Keno Don Rosa.
- Premières publications : dans l'album 60 Jahre Donald Duck, Allemagne, mai 1994. La plupart des magazines de bandes dessinées Disney européens publient cette histoire début juin pour correspondre au 60e anniversaire de Donald.
- Première publication aux États-Unis : Donald Duck n°286, 5 juillet 1994 daté septembre 1994.
- Première publication en France : Le Journal de Mickey n°2190, 8 juin 1994.